# سومپو
سومپو (انگلیسی: SOMPO) شرکت بیمه ژاپنی است، که در سال ۲۰۰۱ تأسیس شد.